# 727
Évszázadok: 7. század – 8. század – 9. század
Évtizedek: 670-es évek – 680-as évek – 690-es évek – 700-as évek – 710-es évek – 720-as évek – 730-as évek – 740-es évek – 750-es évek – 760-as évek – 770-es évek
Évek: 722 – 723 – 724 – 725 –  726 – 727 – 728 – 729 – 730 – 731 – 732

## Események

### Európa
- Lázadás tör ki Görögországban III. León bizánci császár előző évi képromboló rendelete miatt. Egy bizonyos Koszmaszt császárrá kiáltanak ki, Agallianosz Kontoszkelész katonai parancsnok pedig a flottával Konstantinápoly felé indul, de a császári hajóhad görögtűzzel elpusztítja őket. Koszmaszt elfogják és lefejezik.
- A Ravennai Exarchátusban is felkelés tör ki, miután II. Gergely pápa elutasítja a képromboló rendeleteket. A rendet helyreállítani próbáló Paulosz kormányzót megölik. A császár Eutükhiosz eunuchot küldi helyette, aki megpróbálja rávenni a császárhű lakosságot a pápa meggyilkolására, de nem jár sikerrel.
- Liutprand longobárd király kihasználja a bizánci válságot: átkel a Pón és elfoglalja Bolognát, Osimót, Riminit és Anconát, valamint néhány kisebb várost.
- Theudebald alemann herceg elűzi Pirminius apátot a Bodeni-tó Reichenau szigetéről, mert ott az ő hozzájárulása nélkül, Martell Károly patronálásával alapított kolostort.
- Elkészül a frank történelmet tárgyaló Liber Historiae Francorum (A frankok történetének könyve) krónika.

### Omajjád Kalifátus
- Hisám kalifa fia, Muávija nagy hadsereg élén betör Kis-Ázsiába, kifosztja a paphlagóniai Gangrát, majd egészen Nikaiáig nyomul előre, de a várost hiába ostromolja.
- A kalifa féltestvére, Maszlama ibn Abd al-Malik kiűzi az Azerbajdzsánba és Ibériába betörő kazárokat és visszafoglalja a Kaukázuson átvezető Darjal-szorost.

## Születések
- Tang Taj-cung, kínai császár

## Halálozások
- május 30. – Hubertus, Liège püspöke
- Ji Hszing, kínai csillagász, matematikus
- Paulosz, ravennai exarkhosz

## Fordítás
- Ez a szócikk részben vagy egészben  a(z)   727 című angol Wikipédia-szócikk ezen változatának fordításán alapul.  Az eredeti cikk szerkesztőit annak laptörténete sorolja fel. Ez a jelzés csupán a megfogalmazás eredetét és a szerzői jogokat jelzi, nem szolgál a cikkben szereplő információk forrásmegjelöléseként.